# Dobieszyn (województwo podkarpackie)
Dobieszyn – wieś w Polsce położona w województwie podkarpackim, w powiecie krośnieńskim, w gminie Jedlicze.
W latach 1975–1998 miejscowość administracyjnie należała do województwa krośnieńskiego.
Graniczący z Jedliczem, położony jest w odległości 3 km na południowy wschód od miasta, przy drodze do Krosna-Polanki. Jest to rozległa wieś, położona między dwoma miastami, licząca nieco ponad 1500 mieszkańców. Miejscowość liczy ponad 300 domów gospodarujących na blisko 500 ha.

## Geografia
Dobieszyn leży w południowo-wschodniej Polsce, w województwie podkarpackim. Wieś ta leży u stóp malowniczych wzgórz Beskidu Niskiego, w bezpośrednim sąsiedztwie Krosna, Jedlicza, Żarnowca, Potoka i Świerzowej Polskiej. Wieś liczy około 340 numerów, a jej powierzchnia wynosi 497 ha.

## Części wsi
| SIMC    | Nazwa  | Rodzaj    |
| ------- | ------ | --------- |
| 0353460 | Dół    | część wsi |
| 0353477 | Górka  | część wsi |
| 0353483 | Krzaki | część wsi |
| 0353490 | Pasze  | część wsi |

## Historia
Wieś założona została prawdopodobnie dopiero w XV stuleciu, bowiem nie ma o niej wcześniej żadnych wzmianek pisanych. Najstarszy dokument pisany pochodzi z 1444 roku. Osada stanowiła wówczas własność Mikołaja Uchacza. W 1494 roku występuje też w dokumentach Jan Uchacz (dworzanin królewski, który w 1545 r. posiadał sołectwo w Woli Brzosteckiej), a obok niego Mikołaj, obaj prawdopodobnie synowie wcześniej wspomnianego Mikołaja. W rękach tegoż ostatniego Mikołaja był Dobieszyn jeszcze w 1506 roku.
Uchaczowie mieli tu swój dwór i duży folwark oraz stawy rybne. We wsi był też młyn i karczma. W 1536 roku miejscowość stanowiła już własność Klemensa Janickiego, a u schyłku XVI wieku przeszła na własność Stanisława Machowskiego który w 1581 r. był właścicielem obu pobliskich Polanek. W tym czasie we wsi znajdowały się role opuszczone. Być może miało to związek z jakąś epidemią lub inną klęską żywiołową. Ze źródeł wynika, że w 1655 i 1657 roku miejscowość splądrowały wojska szwedzkie i siedmiogrodzkie. W czasie działalności konfederacji barskiej stacjonował tu oddział Skotnickiego. W XIX stuleciu Dobieszyn stanowił wraz z Jedliczem własność rodziny Stojowskich. U schyłku stulecia miejscowe dobra dworskie nabył od Ewy Stojowskiej Żyd Mojżesz Kudler. Miejscowość liczyła w tym czasie 444 mieszkańców.
W 1934 roku Dobieszyn stał się jedną z wsi gminy Jedlicze. W tym czasie miejscowość liczyła już ponad 800 mieszkańców. We wsi znajdowały się sklepy i warsztaty rzemieślnicze.
Znaczny rozwój miejscowości nastąpił w minionym półwieczu. Dzisiaj w Dobieszynie przeważa nowa zabudowa. Znaczna część mieszkańców znajduje zatrudnienie w Jedliczu i Krośnie.

## Ludność
Poniżej znajdują się wykresy dotyczące ludności.

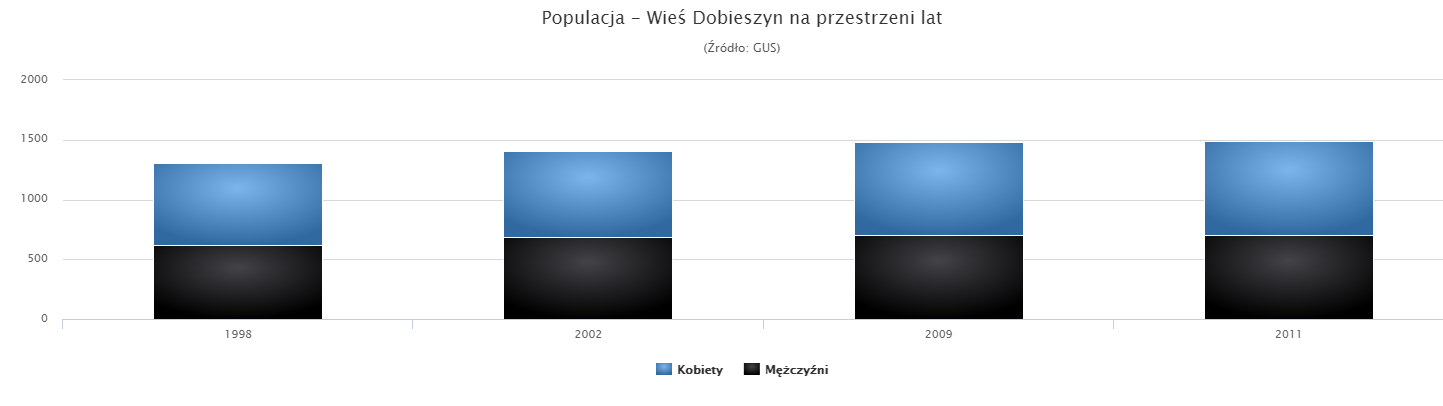
Demografia Dobieszyna na przestrzeni lat.

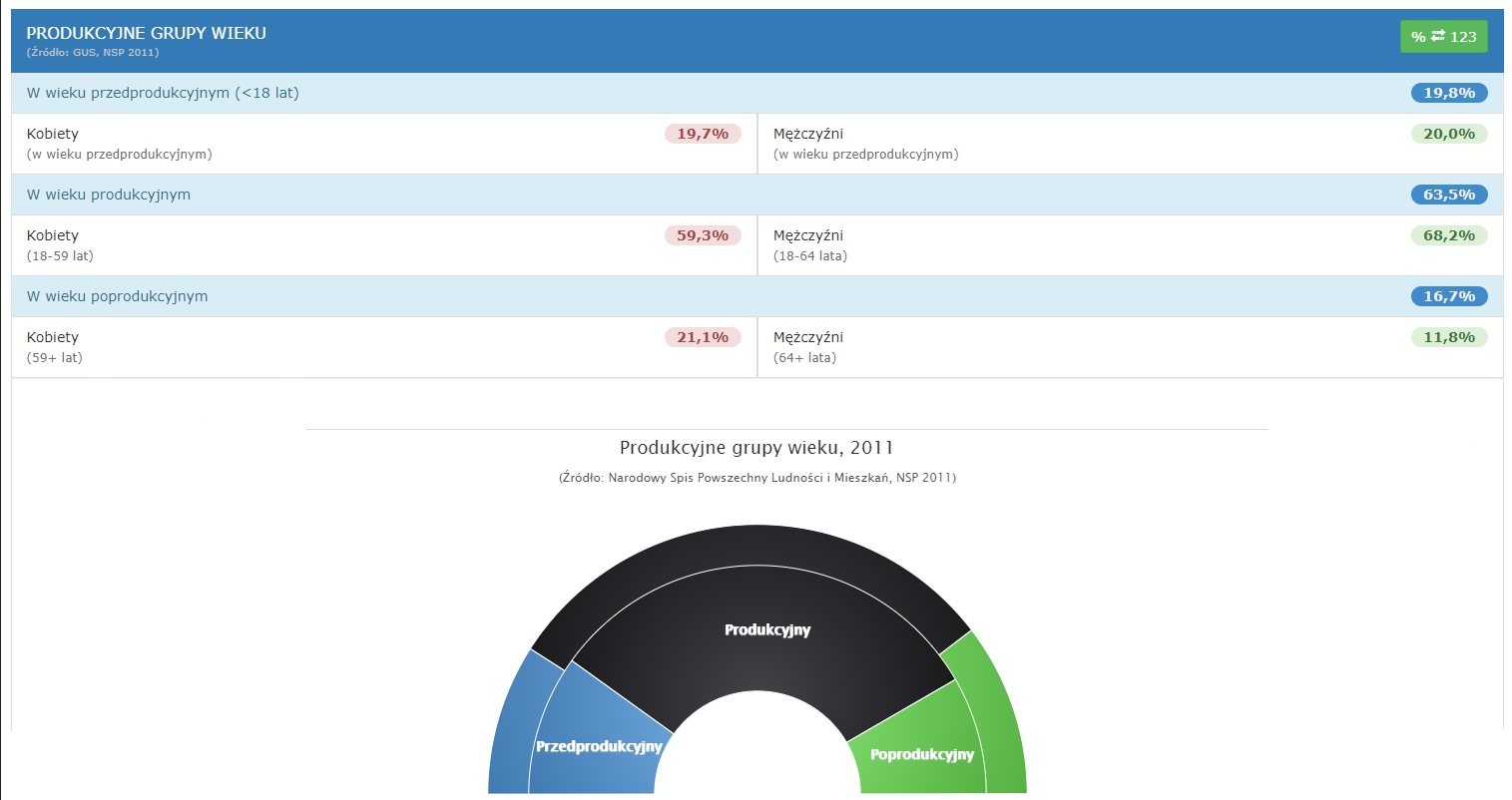
Produkcyjne grupy wieku

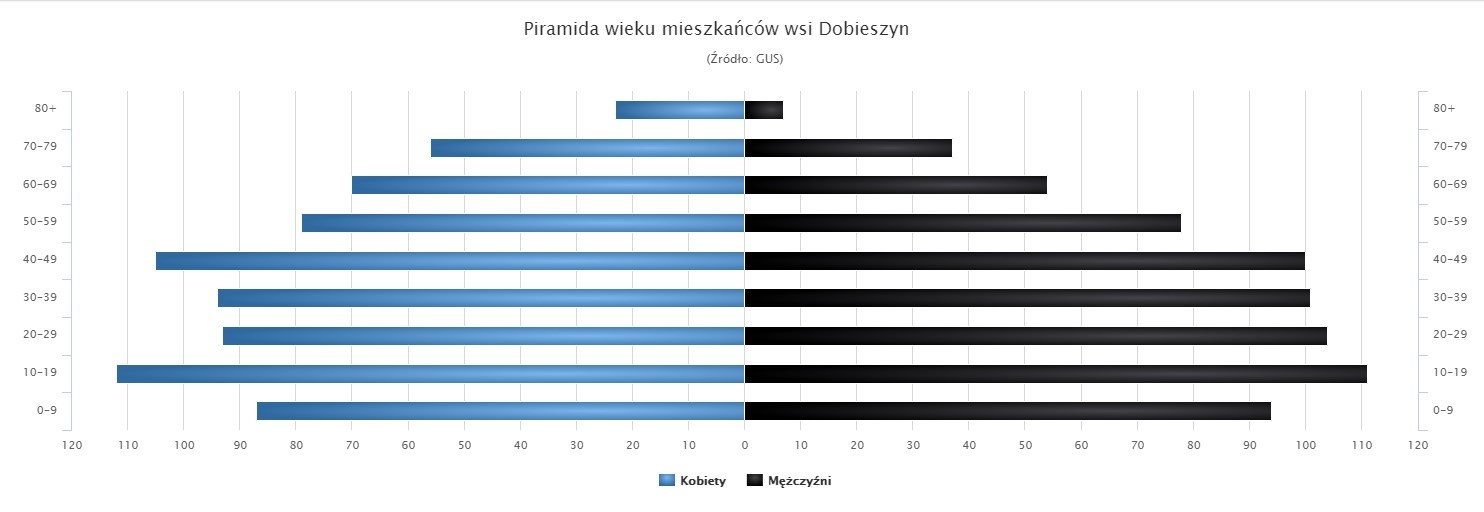
Piramida wieku mieszkańców wsi Dobieszyn.

## Edukacja
We wsi funkcjonuje Szkoła Podstawowa im. Antoniego Jaracza oraz Świetlica Opiekuńczo-Wychowawcza. W roku 2018 we wsi Dobieszyn placówkę ma 1 szkoła podstawowa, w której w 8 oddziałach uczyło się 91 uczniów (50 kobiet oraz 41 mężczyzn). Dla porównania w 2008 roku we wsi Dobieszyn placówkę miała 1 szkoła podstawowa, w której w 6 oddziałach uczyło się 62 uczniów (33 kobiety oraz 29 mężczyzn).

## Dojazd
Do Dobieszyna można dojechać liniami komunikacji miejskiej Krosna. Dojazd oferują także busy.

## Religia

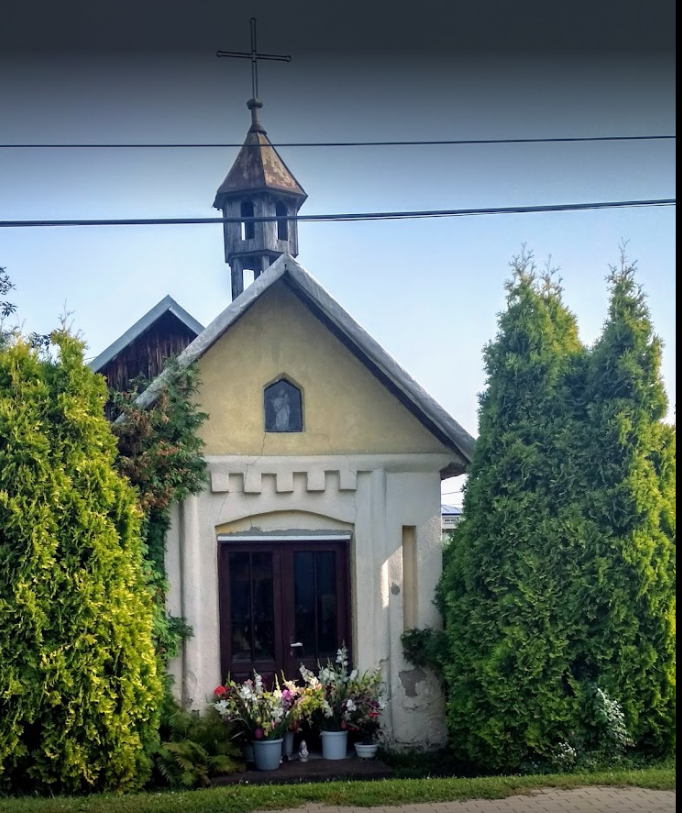

Miejscowość jest siedzibą Parafii Matki Bożej Nieustającej Pomocy, z kościołem parafialnym.
We wsi znajduje się zabytkowa, ceglana, wybudowana w 1855 roku, kapliczka. Została ona ufundowana przez ówczesnego sołtysa – Franciszka Janochę. Jest ona wpisana do Rejestru zabytków.